# Тріскопліт андійський
Тріскоплі́т андійський (Cyphorhinus thoracicus) — вид горобцеподібних птахів родини воловоочкових (Troglodytidae). Мешкає в Андах.

## Опис
Довжина птаха становить 11,5-15 см, вага 26-41 г. Передня частина обличчя чорнувата, щоки орнажево-коричневі. Верхня частина голови вугільно-чорна, спина і надхвістя темно-коричнева. Плечі, верхні покривні пера крил і махові пера темно-коричневі, першорядні махові пера дещо світліші за другорядні. Стернові пера темно-коричневі. Підборіддя коричнювато-сіре, горло і груди темно-оранжево-коричневі, живіт коричнювато-оранжевий, нижня частина боків темно-коричнева. Очі карі, навколо очей вузькі кільця голої синьої шкіри, дзьоб і лапи чорні. Виду не притаманний статевий диморфізм. Молоді птахи мають подібне забарвлення, однак нижня частина живота у них світла.
Довжина представників підвиду C. t. dichrous становить 13,5-15 см, самці цього підвиду важать 17,6-35 г, самиці 26,2-29,6 г. Верхня частина голови у них чорна, тім'я і надхвістя темно-коричневі, горло, груди і верхня частина живота оранжево-каштанові. 

## Підвиди
Виділяють два підвиди:
- C. t. thoracicus Tschudi, 1844 — східні схили Анд в центрі і на південному сході Перу (від Уануко до Пуно) та на заході Болівії (Ла-Пас);
- C. t. dichrous Sclater, PL & Salvin, 1879 — Центральні і Західні хребти Анд в Колумбії, Еквадорі і північному Перу (на південь до Сан-Мартіна).

Деякі дослідники виділяють підвид C. t. dichrous у окремий вид Cyphorhinus dichrous.

## Поширення і екологія
Андійські тріскопліти мешкають в Колумбії, Еквадорі, Перу і Болівії. Вони живуть в підліску вологих гірських і хмарних тропічних лісів з великою кількістю епіфітів і мохів. Представники номінативного підвиду зустрічаються на висоті від 1200 до 2700 м над рівнем моря, в Національному парку Ману на висоті 800 м над рівнем моря. представники підвиду зустрічаються на висоті від 1000 до 2600 м над рівнем моря, на тихоокеанських схилах Анд місцями на висоті 700 м над рівнем моря.
Андійські тріскопліти зустрічаються поодинці, парами або невеликими сімейними зграйками, представники номінативного підвиду іноді приєднуються до змішаних зграй птахів. Вони живляться безхребетними, зокрема тарганами, жуками, коникам і павуками, яких шукають в підліску, на висоті до 1 м над землею. Початок сезону розмноження у андійських тріскоплітів різниться в залежності від регіону. Гніздо у цих птахів має куполоподібну форму, робиться з папороті і моху, розміщується в підліску. В кладці 2 яйця.